# Austrotachardiella rubra
Austrotachardiella rubra är en insektsart som först beskrevs av Hempel 1900.  Austrotachardiella rubra ingår i släktet Austrotachardiella och familjen Kerriidae. Inga underarter finns listade i Catalogue of Life.